# Cri des profondeurs
Cri des profondeurs est un roman de Georges Duhamel publié en 1951 au Mercure de France.

## Genèse et réception du roman
Ce roman est écrit à une période où Georges Duhamel est très investi dans sa fonction de président de l'Alliance française et voyage à ce titre dans de nombreux pays. Il lui est à la fois inspiré par ce que fut la vie à Paris durant la Seconde Guerre mondiale et son expérience personnelle d'employé d'une entreprise pharmaceutique de 1910 à 1914.
Cri des profondeurs fut considéré par la critique littéraire universitaire nord-américaine comme l'un des meilleurs de son auteur mais jugé « médiocre » par une partie de la presse allemande.

## Résumé
Félix Tallemand, chimiste et administrateur d'une entreprise pharmaceutique parisienne, se prend à 55 ans à faire son examen de conscience sur certains éléments marquants des trente dernières années de sa vie. Il s'est marié au lendemain de la Grande Guerre selon les conventions bourgeoises à une femme avec laquelle il ne partage rien et a eu des relations extraconjugales de passage, dont une s'est dramatiquement finie pour sa maîtresse qui perdit son fils naturel. Alors simple employé de l'entreprise Dardaille, Winterberg and Co., possession de facto de son demi-frère Didier Dardaille, il en devient toutefois l'élément central qui considère que la valorisation des médicaments par l'emballage et la publicité sont essentiels aux affaires. L'entreprise du boulevard Pereire est florissante sans qu'il soit cependant intéressé aux résultats. Survient la défaite de juin 1940 et l'occupation de la France. Seul à ne pas se désespérer de cette situation, Félix va prendre techniquement en main les commandes de la société en faisant auprès des Allemands les démarches nécessaires pour que cette entreprise stratégique ne soit pas réquisitionnée par l'occupant. À cette occasion, il fait la connaissance d'un mystérieux Abel Zamian, comprend rapidement l'entregent de cette personne auprès des Allemands qui fournissent les matières premières et achètent les produits, et petit à petit se laisse littéralement séduire par le charisme de Zamian et persuader de collaborer en douceur pour un bénéfice mutuel. Les Allemands occupent alors l'usine.
En 1941, Zamian lui fait comprendre que la présence au capital d'un Français d'origine juive (même seulement à moitié par son père et non pratiquant) est une source de danger pour la compagnie. Il le convainc d'entreprendre un marché auprès de Winterberg pour lui racheter toutes ses parts et l'inviter à quitter au plus vite la France. Stupéfait mais sentant le danger pour lui et sa famille, Winterberg, reconnaissant, accepte l'offre et cède ses actions à Félix contre de l'argent comptant converti en pierreries et l'engagement d'un futur rachat. Félix devient enfin l'associé principal de la compagnie, vite rebaptisée en compagnie des Batignolles. Winterberg, sa femme et ses leurs deux fils, fuient vers l'Espagne, mais parfaitement imprudents ou dénoncés par Zamian sont arrêtés à Bayonne et dépossédés de l'ensemble de leurs biens. Malgré les requêtes de Félix, mis sous pression par son demi-frère, auprès des autorités via Zamian, les Winterberg sont envoyés au camp de Drancy. Rapidement les fils meurent en déportation à Auschwitz et Mme se suicide à Drancy. Félix, toujours aiguillonné par son demi-frère, réussit dans ses démarches à faire interner Winterberg non plus à Drancy mais dans un grand magasin de Montmartre utilisé à cet effet.
En août 1944, les Allemands commencent à fuir Paris. Félix qui veille dans l'entreprise voit débarquer le 20 août Winterberg qui a fui son lieu de rétention. Bien que quelques Allemands occupent toujours le site, il décide de le cacher dans les caves de l'usine. Déambulant dans le dédale souterrain, il se fait soudainement alpaguer par des hommes armés, qu'il comprend être des FFI et d'anciens ouvriers du site, qui le reconnaissent. Jouant de sang-froid et de présence d'esprit, il réussit à les convaincre de ne pas le fusiller en leur expliquant et prouvant qu'il cache un Juif dans la cave. La confusion aidant, il se fait passer pour un homme de l'ombre et les admoneste de ne pas avoir collaboré avec lui. Le 25 août, alors que les ultimes combats de la Libération de Paris se déroulent, Félix informe Didier de la présence de membres en armes du « réseau Colline » dans l'entreprise et l'emmène voir Winterberg. Didier est stupéfait et Félix, une nouvelle fois, joue habilement de la situation à son avantage. Nullement inquiété durant l'Épuration, il prend définitivement la tête de l'entreprise Dardaille en 1947 après la mort par infarctus de son demi-frère dont il est le seul héritier et qu'il n'assiste ni physiquement en n'administrant pas les anti-douleurs, ni moralement en brûlant ses dernières volontés dictées de legs à la recherche scientifique. En 1948, il tombe à son tour malade et l'examen de conscience débute alors, cherchant le pardon de tous.

## Éditions
- Mercure de France, Paris, 1951.
- (en) The Cry of the Depths, traduit en anglais par EF Bozman, éditions Little Brown & Co., Londres, 1954,  (ISBN 0548391440).
- (de) Schrei aus dem Abgrund, Herold Verlag, Vienne, 1954.